# Magude
Magude – miasto na Mozambiku, w prowincji Maputo.